# Send It to Me
«Send It to Me» —en español: «Envíamelo»— es una canción de la banda de rock inglesa The Rolling Stones que aparece en el álbum Emotional Rescue de 1980.

## Composición
Acreditada a Mick Jagger y Keith Richards «Send It to Me» es en gran medida trabajo de Jagger. La canción está fuertemente influenciada por la música reggae, de la cual los Stones siempre fueron grandes fanes desde que lo conocieron durante las sesiones de grabación de Goats Head Soup en Jamaica. 
Su influencia también se ve plasmada en algunas canciones anteriores como en «Cherry Oh Baby» de Black and Blue y en composiciones posteriores de Richards. Mientras que la influencia es evidente, Bill Janovitz señala en su revisión de la canción que también incorpora "...una gran guitarra de R&B de Keith Richards... y luego corta a una sensación disco para el coro". Las letras de la canción tratan de "... un hombre solitario en busca de una novia a pedido por correspondencia", y una ironía en el enfoque de este tema, con Jagger improvisando rimas y en un funcionamiento vocal dibujado.
El productor asociado e ingeniero en jefe de la grabación Chris Kimsey comentó sobre la canción después del lanzamiento del álbum: "recuerdo que era muy larga, de unos doce minutos de duración.Tuve que cortarla a lo que acabó siendo. En mi opinión, la versión de doce minutos, tenía como 19 o 20 versos y sólo elegimos los últimos verso y lo pusimos todo junto."
Janovitz concluye de la canción: "Tomado por lo que es y no por lo que anuncia, «Send It to Me» es una canción divertida y pegadiza, con numerosos ganchos, y también es divertida para cantarla completa. 
Una crítica repetida a menudo de los stones de este período es que graban sus discos como una excusa para salir de gira, como si necesitaran una. Es un punto válido, aunque, los discos parecen aditamentos, y canciones tales como «Send It to Me» parecen estar escritas para ser interpretadas en vivo." De hecho, los Stones nunca han tocado «Send It to Me»  en vivo en cualquiera de sus giras desde su lanzamiento, y ni siqueira salieron de gira para presentar Emotional Rescue.

## Grabación
La grabación de «Send It to Me» comenzó en junio de 1979 en los estudios Pathé Marconi de París, Francia y concluyeron un año más tarde en la ciudad de Nueva York, en los estudios Electric Lady. La canción presenta a Jagger en la voz principal, Ronnie Wood en la guitarra slide, incluyendo el solo de la canción. Richards proporciona la guitarra rítmica. Watts y Bill Wyman interpretan la batería y el bajo respectivamente. La armónica es interpretada por Sugar Blue, colaborador del álbum anterior de Stones, Some Girls y del próximo, Tattoo You.

## Personal
Acreditados:
- Mick Jagger: voz, coros.
- Keith Richards: guitarra eléctrica.
- Ron Wood:  guitarra slide, coros.
- Bill Wyman: bajo.
- Charlie Watts: batería.
- Sugar Blue: armónica.
- Nicky Hopkins: Sintetizador